# Brand of Fear
Brand of Fear è un film del 1949 diretto da Oliver Drake.
È un western statunitense con Jimmy Wakely, Dub Taylor e Tom London.

## Produzione
Il film, diretto da Oliver Drake su una sceneggiatura di Basil Dickey, fu prodotto da Louis Gray per la Monogram Pictures e girato a Santa Clarita,  nel Melody Ranch e nel Walker Ranch a Newhall, in California, nella seconda metà di aprile del 1949. Il titolo di lavorazione fu Range Rogues.

## Distribuzione
Il film fu distribuito negli Stati Uniti dal 10 luglio 1949 al cinema dalla Monogram Pictures.